# كينغيرو هاتا
كينغيرو هاتا (باليابانية: 畑健二郎؛ بالكانا: はた けんじろう) هو مانغاكا ياباني، ولد في 19 أكتوبر 1975 في فوكوكا في اليابان.

## وصلات خارجية
- الموقع الرسمي
- كينغيرو هاتا على موقع IMDb (الإنجليزية)
- كينغيرو هاتا على موقع روتن توميتوز (الإنجليزية)
- كينغيرو هاتا على موقع ميوزك برينز (الإنجليزية)
- كينغيرو هاتا على موقع قاعدة بيانات الفيلم (الإنجليزية)
- كينغيرو هاتا على موقع ANN person (الإنجليزية)